# 94식 권총

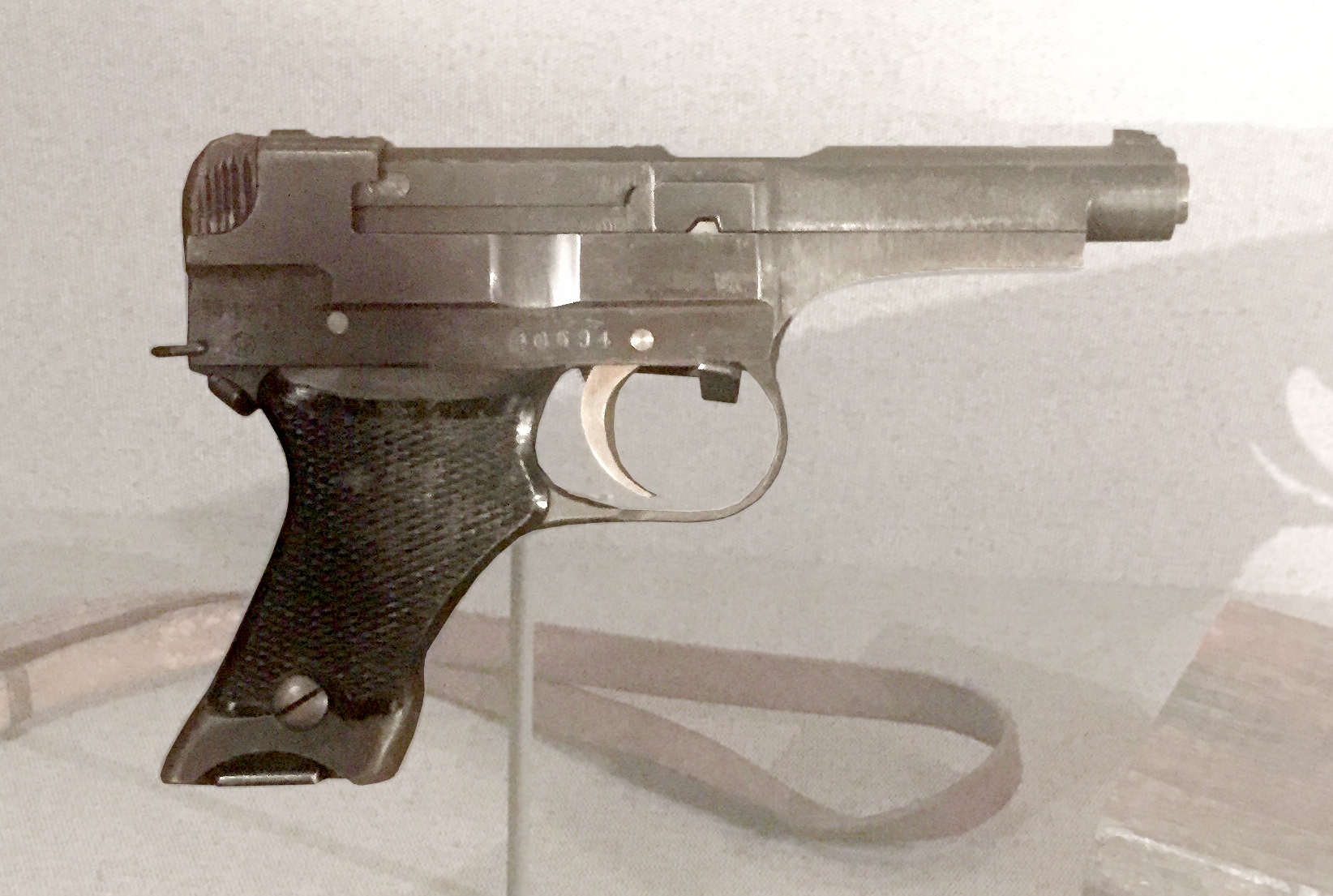
94식 권총

94식 권총(일본어: 九四式拳銃, Type 94 Nambu pistol)은 일본제국의 남부킨지로 공장에서 생산된 소형권총으로, 1930년대부터 개발되어 1934년에 군에 제식되어 8x21mm남부권총탄을 사용하며, 장탄수는6발이다. 원래의 목적은 군장교들의 남부권총이나 리볼버권총보다 훨씬 싼 호신용권총이 필요해서이나, 공수강하병이나 기병대, 항공기 탑승원 등에게도 널리 사용되었다.